# Amnesia: The Bunker
Amnesia: The Bunker — відеогра у жанрі survival horror, розроблена та випущена Frictional Games. Як четверта частина серії Amnesia, гра розповідає про французького солдата, який опинився в пастці катакомб бункера з монстром і повинен знайти спосіб звідти втекти. Гра була випущена для Windows PC, PlayStation 4, Xbox One та Xbox Series X і Series S 6 червня 2023 року.

## Геймплей
Amnesia: The Bunker, як і його попередниця, є відеогрою про виживання від першої особи. Дія гри розгортається під час Першої світової війни, і гравець бере під свій контроль французького солдата Анрі Клемента. Анрі потрапляє в пастку підземного бункера, де на нього полює таємничий, але світлочутливий монстр на ім'я «Звір». Щоб вижити в бункері, Анрі повинен підтримувати потужність бази, збираючи ресурси та боєприпаси, які випадковим чином розміщуються на карті гри. Анрі також може використовувати револьвер та інші метальні предмети, такі як гранати та сигнальні ракети, щоб боротися з ворогами, але боєприпасів досить мало. База тьмяно освітлена, і Анрі оснащений годинником, який показує, коли в генераторах закінчиться паливо. Якщо паливо закінчиться, на базі стане зовсім темно і монстр буде активно полювати на Анрі. Щоб вирішити проблему, гравцеві потрібно заправити генератор, а за допомогою динамо-ліхтарика знайти шлях пересування в бункері.
На відміну від попередніх ігор Amnesia, у грі є «напіввідкритий світ», який дає гравцям більше свободи досліджувати та наближатися до своїх цілей. У грі небагато прописаних моментів, і Звір є постійною загрозою, яка переслідує Анрі протягом усієї гри. У грі є елементи з використанням симуляторів. Наприклад, гравці можуть вилити бензин на підлогу та підпалити його, створивши тимчасове джерело світла та налякавши монстра. Гравці регулярно заходитимуть у безпечні кімнати, де вони зможуть використовувати скрині для зберігання предметів, збереження гри та перегляду карти гри, щоб краще зрозуміти її схему.

## Сюжет
У 1916 році Франція та Німеччина перебувають у розпалі Першої світової війни. Французький солдат Анрі Клеман вирушає на поле бою, щоб розшукати свого друга Огюстена Ламбера, який зник під час патрулювання. Анрі знаходить Ламберта у глибокому бункері. Він змушує Ламберта випити свіжої джерельної води, яку він знаходить у бункері, щоб оживити його, і намагається віднести Ламберта в безпечне місце. Однак їх помічають німці, і Анрі втрачає свідомість від вибуху артилерійського снаряда.
Анрі прокидається через деякий час у, здавалося б, покинутому бункері, не пам'ятаючи, як він там опинився. Досліджуючи катакомби далі, він зрештою дізнається, що якийсь невідомий монстр з'явився нізвідки і тероризував військових, які там перебували, вбиваючи французький гарнізон. Офіцери бункера були першими, хто втік, провалившись у єдиному виході, щоб закрити монстра всередині, але загнавши в пастку солдатів, що залишилися позаду. Анрі знаходить вцілілого солдата, який наказує йому знайти динаміт і детонатор, щоб знову відкрити вихід, але незабаром після цього солдата вбиває монстр. Не маючи іншого вибору, Анрі шукає динаміт у приміщеннях бункера. Під час своїх пошуків він натрапляє на інші підказки, залишені солдатами, і починає збирати факти, які допомагають йому розібратися у цій ситуації.
Незадовго до цих подій військові розташованого в бункері гарнізону виявили підземні катакомби римських часів. Вони почали їх розкопувати аби використати для захисту від раптової атаки на німецькі укріплення, але деякі з солдатів почали страждати від галюцинацій і яскравих кошмарів та всіляко саботували розкопки, намагаючись закрити тунель. Згодом солдатів віддали під військовий суд, але розкопки тривали. Пізніше Ламберт повернув пораненого Анрі в комі, але Ламберт, як не дивно, залишився неушкодженим. З'ясувалося, що джерельна вода, яку пив Ламберт, походить із римських руїн і почала повільно мутувати його та зводити з розуму, поки він повністю не перетворився на Монстра, переслідуючи і вбиваючи своїх колишніх товаришів у бункері.
Зрештою Анрі вдається знайти динаміт та під'єднати детонатор, підірвавши вихід. Однак замість того, щоб відкрити тунель, Анрі випадково потрапляє глибше до руїн римських катакомб, де його чекає останнє зіткнення із Монстром, де він може спробувати боротися з ним і відправити його в підземну прірву та втекти або програти. Зрештою Анрі вдається повернутися на поверхню, але якщо йому не вдається вбити Монстра, той втікає разом з ним, перш ніж потрапити на Нічийну землю. Незалежно від кінцівки, Анрі падає до воронки від снаряда саме тоді, коли починає наближатися німецький патруль, залишаючи його долю невизначеною.

## Розроблення концепції
Frictional Games назвали The Bunker «опорною точкою» франшизи, оскільки вона включає в себе елементи ігор із пісочницею та зосереджується на ігровому процесі, що виникає. За словами директора гри Фредріка Олссона, команда зосередилася на повторюваності гри, і що кожне проходження призведе до унікальних моментів для гравців. За допомогою процедурної генерації гри команда хотіла уникнути «лінійності та передбачуваності» та запропонувати гравцям складний досвід. Він додав, що команда віддає перевагу розробці ігрового процесу, а не створенню сюжету гри, хоча в грі все ще є записи в журналі, за допомогою яких гравці можуть далі досліджувати світ гри та невідомі до цього факти.
Amnesia: The Bunker було анонсовано в грудні 2022 року. Спочатку реліз гри мав відбутися в березні 2023 року, але команда відклала випуск гри на травень 2023 року, оскільки команда «пережила важку зиму з низкою хвороб, які вплинули на підготовку». Потім реліз булоще раз відкладено на два тижні через «непередбачені проблеми із сертифікацією». Випуск гри на ПК з Windows, PlayStation 4, Xbox One, Xbox Series X та Series S відбувся 6 червня 2023 року.

## Реакція
| Агрегатор  | Оцінка                   |
| ---------- | ------------------------ |
| Metacritic | (PC) 78/100 (PS4) 75/100 |

| Видання        | Оцінка |
| -------------- | ------ |
| Eurogamer      | [ 14 ] |
| GameSpot       | 8/10   |
| GamesRadar+    | [ 16 ] |
| IGN            | 8/10   |
| PC Gamer (США) | 93/100 |
| Push Square    | [ 19 ] |
| Shacknews      | 6/10   |

Amnesia: The Bunker отримала «загалом схвальні» відгуки, згідно з оцінками на агрегаторі рецензій Metacritic .
Критикуючи штучний інтелект монстра як посередній, IGN сподобався тиск, який гра чинить на гравця через обмежену кількість палива для роботи генератора: «Це означає, що кожен похід в дальні куточки бункера супроводжується відчуттям, що не вистачить часу на виконання завдання». GameSpot похвалив напругу, присутню під час управління ресурсами гри, написавши: «Усі ресурси обмежені, тому використання будь-якого з них має відповідати важливій причині, інакше ви прирікаєте себе на провал». GamesRadar+ вважає, що історія була слабшою, ніж попередні частини: «Жахливий сюжет Amnesia: The Bunker, який розгортається через старі документи, справді захоплює, але він не зовсім на тому ж рівні, що й минулі роботи Frictional».
PC Gamer насолоджувався звуковим оформленням назви: «У „Бункері“ є оточуючий, печерний гул, який переривається вереском щурів, випадковими криками Монстра та приголомшливими ударами німецької артилерії». Eurogamer сподобалося, як гра заохочувала учасників експериментувати, використовуючи навколишнє середовище як засіб для відкриття нових речей. «Яким би жахом це не було, це таке захоплення, коли ваші сміливі експерименти та винахідливість винагороджуються такими цікавими способами».